# 장님두더지
장님두더지(Talpa caeca) 또는 지중해두더지는 지중해 지역에서 발견되는 두더지과에 속하는 포유류의 일종이다. 유럽두더지를 닮았지만, 피부로 덮힌 눈이 특히 다르다. 알바니아와 프랑스, 그리스, 이탈리아, 모나코, 몬테네그로, 포르투갈, 산마리노, 세르비아, 슬로베니아, 스페인, 스위스 그리고 터키에서 발견된다.